# Mallagatta, Kadur
Mallagatta là một làng thuộc tehsil Kadur, huyện Chikmagalur, bang Karnataka, Ấn Độ.